# Liisa Götzl
Liisa Götzl (* 26. Januar 1988) ist eine deutsche Fußballspielerin finnischer Abstammung.

## Karriere
Aus der Jugendabteilung des 1. FC Nürnberg hervorgegangen, wechselte Götzl zur Saison 2005/06 zum Bundesligisten FC Bayern München. Ihr einziges Pflichtspiel war die Bundesligabegegnung am 18. September 2005 (5. Spieltag) beim 1:1-Unentschieden im Heimspiel gegen den VfL Sindelfingen mit Einwechslung für Julia Šimić in der 83. Minute. Danach spielte sie eine Saison lang für die zweite Mannschaft, bevor sie zum Bezirksoberligisten 1. FC Schlicht, einem Verein im  Stadtteil von Vilseck im Landkreis Amberg-Sulzbach wechselte. In der laufenden Saison 2014/15 wechselte sie zum Ligakonkurrenten 1. FC Edelsfeld, für den sie am 18. April 2015 (16. Spieltag) bei der 2:3-Niederlage im Heimspiel gegen den SC Regensburg II debütierte und mit dem Treffer zum 2:2 in der 60. Minute auch ihr erstes Tor erzielte.

## Sonstiges
Liisa Götzls jüngerer Bruder Thomas (* 1990) ist ebenfalls Fußballspieler.

## Erfolge
- Bezirkssieger Erdinger Cup 2007
- Meister der Bezirksoberliga 2008 und Aufstieg in die Landesliga